# Muurlasläkten
Muurlasläkten är benämningen på en medeltida, svensk-finländsk adlig släkt knuten till orten Muurla i landskapet Egentliga Finland i nuvarande Finland. Den är utdöd sedan 1576. Något egentligt släktnamn är inte känt, och en vapensköld som förknippats med släkten är identisk med ett av ätten Slangs vapen, en man som trampar en orm (Sankt Mikael). Hypotesen att släkten fört en stjärna i skölden har även framkastats.
Den medeltida Muurlasläkten är knuten till orten Muurla i nuvarande Salo kommun i Finland. I övrigt är föga känt om släkten. En "Hustru Margareta i Muurla" finns enligt Jully Ramsay omnämnd 1488. Den siste kända manliga medlemmen av ätten förde enligt Jully Ramsay i sitt sigill sin farmor Brita Håkansdotter Slangs vapenbild föreställande Sankt Mikael: en man som trampar en orm. Släktforskaren Holger Lund framkastar hypotesen, att förhållandet var det motsatta, och att Slang fått sin vapenbild från Muurlasläkten, liksom att ätten även använt bilden av en stjärna i sitt vapen jämte ett kors i vapensköldens hjälm. Hypotesen har senare motsagts, och forskningsläget i denna fråga är milt uttryckt svårgenomträngligt.

## Medlemmar av släkten
- Den första kända manliga medlemmen av ätten, Hans i Muurla, omnämns då han registrerade inköpet av "tre stänger jord" av Jöns Hvito i Lappisby. Han gjorde även adlig rusttjänst 1537.[4]
  - Den föregåendes son länsman Olof Hansson i Muurla finns registrerad för adlig rusttjänst 1556, 1562 och 1566. Det heter om honom i Finlands Sölfskatteregister från 1571 att "Olof Hansson, adelsman, besitter själf, hafver bekommit frihet och frälse af kunglig majestät vår allernådigaste herre". Han var gift (1) med Brita Jönsdotter (adliga Kurjalasläkten), och (2) med Brita Håkansdotter (Slang). Den sistnämnda överlevde sin man och "blev till dödedag på Muurla gård".[5]
  - Det har föreslagits att Margareta Hansdotter, gift med Lars Mattsson Teit i hans andra äktenskap, var dotter till Hans i Muurla.[6] Enligt Elgenstierna var Lars Mattsson "Frälseman i Tetom 1555" och hövitsman för en fana knektar. Han stupade 1571.[7]
    - Anna Olofsdotter var gift med Jöns Larsson, en bonde i Pojoby, Bjärnå socken. Deras son, Henrik Johansson i Valkjärvi, tvistade om arvet efter modern 1625.
    - Brita Olofsdotter var gift med ryttaren Nils Simonsson som stupade i Livland 1569. Han räknas som stamfar för adliga släkten Leijonmarck. Brita levde som änka ännu 1598.
    - Karin Olofsdotter, dog före 1581. Hon var gift med befallningsmannen Joakim Didriksson (Brand, död 1614), i hans första gifte.
    - Erik Olofsson till Pojoby i Bjärnå socken. Var sannolikt slottsskrivare på Åbo slott. Han var gift med Kirstin Larsdotter och ärvde tillsammans med henne ett stenhus i Åbo efter hennes styvmor Kirstin, Knut Danssons dotter.
      - De föregåendes son Per Eriksson till Pojoby och Kuhmis i Bjärnå  kallades "finske Per Eriksson". Han  stupade i krig 1576 och slöt därmed sin ätt. Han fick 23 juli 1573 ett kungligt brev på gården  Botila i Halikko socken. Han gifte sig 1567 på Gästerby i Kimito socken med Sara Tomasdotter (Ryting), och gav henne i morgongåva Pojoby gård. Hustrun överlevde sin man och gifte sig senare med befallningsmannen Erik Johansson Stålarm (död 1594). Hon levde som änka ännu 1607.
      - Kerstin Eriksdotter, dotter till Erik Olofsson, gjorde kort före sin död 1603 upp ett testamente där hon överlät sin morgongåva Frillans gård i Bjärnå till sin son Pavel. Hon var gift med adelsmannen Frille Påvelsson (död omkring 1580) till Frillans eller Viborgs gård i Bjärnå socken.[5]